# دحل الحمام
دحل الحمام یک منطقهٔ مسکونی در قطر است که در شهرداری دوحه واقع شده‌است. دحل الحمام ۱٫۴ کیلومتر مربع مساحت دارد.